# Crocodylus thorbjarnarsoni
Crocodylus thorbjarnarsoni là một loài cá sấu đã tuyệt chủng. Loài này đã sinh sống ở lưu vực Turkana ở Kenya. Loài này có quan hệ gần với crocodylus anthropophagus sinh sống cùng thời ở Tanzania.
Đây là loài cá sấu lớn nhất từng tồn tại trên Trái Đất. Nó dã sinh sống 4-2 triệu năm trước đây. Dựa trên đo đạc hộp sọ, người ta ước tính loìa cá sấu này dài đến 7,5 mét, dài hơn nhưng không có mối quan hệ gì với loài cá sấu sông Nin. loài này đã có thể là loài săn bắt người tiền sử, tuy nhiên người ta không phát hiện ra hóa thạch xương người tiền sử bị cá sấu này cắn. Phải bốn người mới khiêng nổi hộp sọ hóa thạch phát hiện được, tiêu bản đang được bảo quản tại viện bảo tàng quốc gia Kenya.
Crocodylus thorbjarnarsoni được đặt danh pháp bởi Christopher Brochu và Glenn Storrs trong năm 2012 để vinh danh của John Thorbjarnarson, nhà bảo tồn đã có công đóng góp để bảo vệ cá sấu có nguy cơ tuyệt chủng.